# Альтендорф (Верхній Пфальц)
Альтендорф (нім. Altendorf) — громада в Німеччині, розташована в землі Баварія. Підпорядковується адміністративному округу Верхній Пфальц. Входить до складу району Швандорф. Складова частина об'єднання громад Наббург.
Площа — 23,16 км2. Населення становить 846 ос. (станом на 31 грудня 2020).